# HMS Martin (G44)
«Мартін» (англ. HMS Martin (G44) — військовий корабель, ескадрений міноносець типу «M» Королівського військово-морського флоту Великої Британії за часів Другої світової війни.
Ескадрений міноносець «Мартін» був закладений 23 жовтня 1939 року на верфі компанії Vickers-Armstrongs у Ньюкасл-апон-Тайні. 12 грудня 1940 року спущений на воду, а 4 серпня 1942 року увійшов до складу Королівських ВМС Великої Британії. Корабель нетривалий час брав активну участь у бойових діях на морі за часів Другої світової війни, бився у Північній Атлантиці, супроводжував арктичні конвої.
10 листопада 1942 року під час проведення операції «Смолоскип» потоплений німецьким підводним човном U-431 в Середземному морі північніше алжирського узбережжя.
За проявлену мужність та стійкість у боях бойовий корабель відзначений двома бойовими відзнаками.

## Служба
29 квітня «Мартін» діяв у супроводі конвою PQ 15, що йшов до Росії під командуванням адмірала Д.Тові.
З 23 по 31 травня 1942 року «Мартін» входив до сил ескорту конвою PQ 16, який супроводжував 35 транспортних суден (21 американське, 4 радянські, 8 британських, 1 голландське та одне під панамським прапором) від берегів Ісландії до Мурманська зі стратегічними вантажами і військовою технікою із США, Канади і Великої Британії. Його супроводжували 17 ескортних кораблів союзників, до острова Ведмежий конвой прикривала ескадра з 4 крейсерів і 3 есмінців.
Попри атаки німецького підводного човна U-703, повітряні напади бомбардувальників He 111 та Ju 88 бомбардувальних ескадр I./KG 26 і KG 30 конвой дістався свого місця призначення, хоч і втратив сім суден та ще одне повернуло назад на початку походу.
Наприкінці червня 1942 року корабель увійшов до складу сил далекого ескорту конвою PQ 17, який прямував з Ісландії до Архангельська, а згодом повертався з конвоєм QP 13 до Рейк'явіка. 4 липня Адміралтейство отримало повідомлення про вихід у море лінкора «Тірпіц» і перший морський лорд адмірал флоту Д.Паунд віддав наказ «Конвою розсіятися!», а супроводжуючі конвой бойові кораблі відкликали для перехоплення «Тірпіца», усі транспортні судна кинули напризволяще. Як з'ясувалося згодом, інформація про вихід німецького лінкора виявилася неточною, тоді як конвой, залишений без захисту, став легкою здобиччю німецьких підводних човнів і торпедоносців. Як наслідок, 22 транспорти та 2 допоміжних судна із складу конвою були потоплені.
7 липня есмінець прибув із суднами конвою QP 13 до Рейк'явіка.
29 серпня 1942 року група есмінців повернулась до Англії, і «Мартін» включили до ескорту конвоїв PQ 18 та зворотного QP 14, що доставляв за програмами ленд-лізу озброєння, військову техніку і важливі матеріали та майно до Радянського Союзу. У цілому конвой втратив шість кораблів та суден, тільки один U-435 встиг потопити чотири союзних судна.
1 листопада 1942 року ескадрений міноносець «Мартін» вийшов з Гібралтару на прикриття ударного угруповання від з'єднання «H» для підтримки висадки морського десанту на півночі Африки. До складу угруповання входили авіаносці «Вікторіос», «Евенджер», «Байтер» та «Дешер», лінійні кораблі «Герцог Йоркський», «Нельсон» та «Родні», лінійний крейсер «Рінаун», крейсери «Шеффілд» та «Аргонавт».
10 листопада 1942 року під час забезпечення дій флоту в Середземному морі північніше Алжира есмінець «Мартін» був атакований та потоплений німецьким підводним човном U-431 під командуванням капітан-лейтенанта В.Доммеса. З усього екіпажу тільки 4 офіцери та 59 матросів були врятовані з місця події есмінцем «Квентін».